# Dead Man's Trail
Dead Man's Trail è un film del 1952 diretto da Lewis D. Collins.
È un western statunitense con Johnny Mack Brown, James Ellison, Barbara Woodell e I. Stanford Jolley.

## Produzione
Il film, diretto da Lewis D. Collins su una sceneggiatura e un soggetto di Joseph F. Poland, fu prodotto da Vincent M. Fennelly per la Silvermine Productions e girato nell'Iverson Ranch a Chatsworth, Los Angeles, California, dall'8 gennaio 1952.

## Distribuzione
Il film fu distribuito negli Stati Uniti dal 20 luglio 1952 al cinema dalla Monogram Pictures.

## Promozione
Le tagline sono:
- BULLET-BLAZING SUSPENSE as Johnny goes into action against the Black Hills gang!
- HIS TEXAS TRIGGER IS A DEATH WARRANT FOR BLACK HILLS BADMEN!
- TEXAS LAWMAN ON KILLER'S TRAIL